# Antirrevisionismo
Antirrevisionismo é um movimento dentro do marxismo-leninismo que se opõe ao que classificam como "tentativas de revisar, modificar ou abandonar os fundamentos da teoria e da prática revolucionária". O termo se popularizou como alcunha dos opositores do trotskismo e do líder soviético Nikita Khrushchov, e muitos stalinistas, maoístas e hoxhaístas definem-se como antirrevisionistas.

## Antirrevisionistas notáveis
- Enver Hoxha